# Love (spectacle)
Pour les articles homonymes, voir Love.
Love est un spectacle permanent du Cirque du Soleil qui a été présenté de juin 2006 à juillet 2024 au théâtre de l'hôtel The Mirage à Las Vegas. Ce spectacle célébrait l'héritage musical des Beatles.

## Historique
Deux grands amateurs de courses Formule 1 présents au Grand Prix de Montréal en 2000, Guy Laliberté rencontre et se lie d'amitié à George Harrison. Un spectacle adaptant le scénario du film d'animation Yellow Submarine à une mise en scène du Cirque est évoquée. La mort d'Harrison, quelques mois plus tard, pousse le cofondateur et, à cette époque, chef de la direction du Cirque du Soleil, à mener à terme le projet de spectacle. Après discussions avec Paul McCartney, Ringo Starr et Yoko Ono, il est convenu qu'une relecture du film n'est pas la meilleure approche et les bases de la collaboration sont en place. 
Utilisant les enregistrements originaux, George Martin et son fils Giles créent une bande sonore fait de mashups de différentes chansons du groupe, pas seulement les grands succès, mais abordant tout le catalogue. Développé à Montréal, le directeur du spectacle, Dominic Champagne et le concepteur Gilles Ste-Croix (en) mettent en scène, autour des acrobates et danseurs, plusieurs personnages qui peuplent les chansons du groupe, tels « Lucy », « Eleanor Rigby », « Lady Madonna », le « Docteur Robert » ou le « Sergent Pepper ». L'humoriste François Pérusse crée quelques liens entre les scènes tirés des dialogues des membres du groupe entendus dans les outtakes des séances studio. Ultimement, l'entourage et les ex-membres des Beatles doivent émettre leur opinion avant que la première n'ait lieu. Seule Yoko Ono a fait opérer plusieurs modifications au spectacle[source secondaire souhaitée].

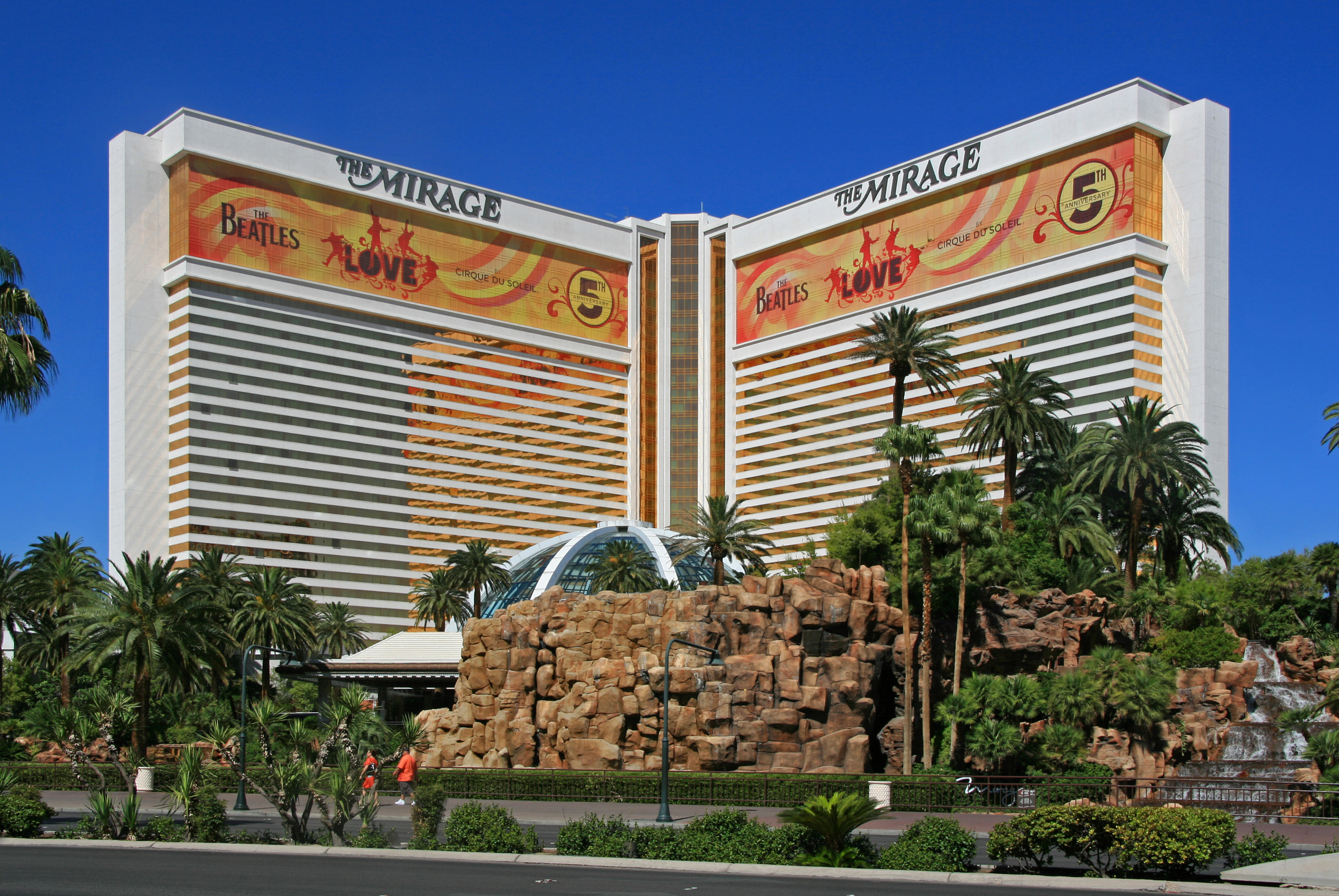
L'hôtel The Mirage, en 2012

À la suite de l'incident tragique et l'annulation du spectacle de Siegfried & Roy en 2003, la scène de l'hôtel The Mirage est disponible pour accueillir cette future création du Cirque. La salle, spécialement conçue pour cette production, est dotée d'une scène panoramique de 360 degrés. Soixante-dix-sept artistes y participent qui, en date de 2016, a été présentée plus de 4 500 fois devant près de huit millions de personnes et la présentation de ce spectacle a déjà une durée plus longue que la carrière active du groupe. Avant et après chacune des présentations, on peut entendre des enregistrements inédits tirées des archives sonores d'enregistrements studio du groupe.
Love, la trame sonore du spectacle, est sortie en CD en 2006. Un documentaire intitulé All Together Now (en), qui décrit la genèse du spectacle et de l'album, est sorti en DVD en 2008.

## Modifications au spectacle

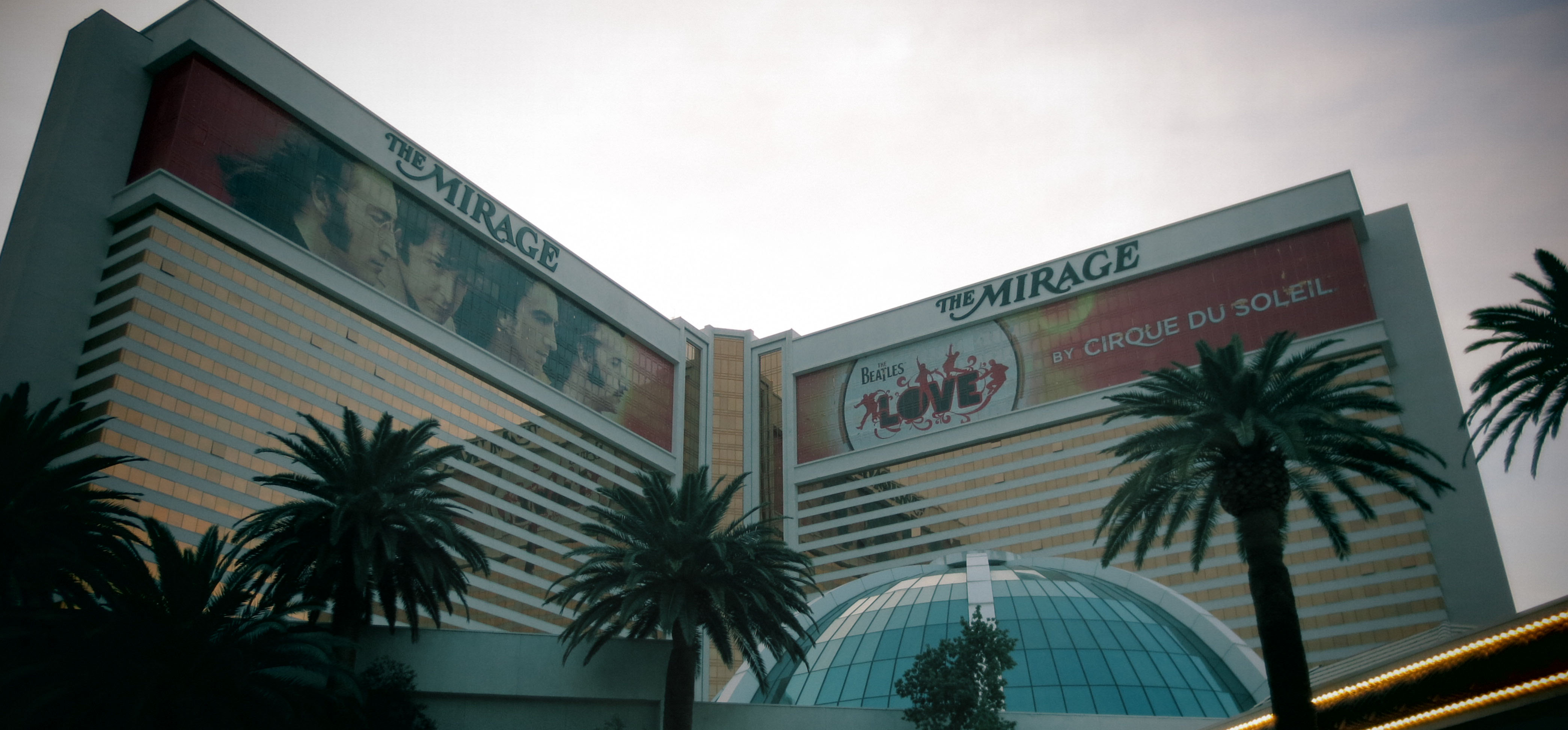
Hotel Le Mirage de Las Vegas en 2016 à la suite de la nouvelle mise en scène du spectacle.

À la suite d'une pause de trois semaines, une nouvelle version comprenant plusieurs variations de la mise en scène, des décors, des costumes, des chorégraphies, des projections et même de la trame sonore a été inaugurée le 28 février 2016 et a été finalisée pour la présentation du 14 juillet qui marquait le dixième anniversaire du spectacle. Lors de cette présentation spéciale, dédiée à George Martin, mort quelques mois auparavant, et aux victimes de l'attentat de Nice survenu la même journée, Ringo Starr, Paul McCartney, les familles des quatre membres du groupe et plusieurs autres invités de marque étaient sur place.

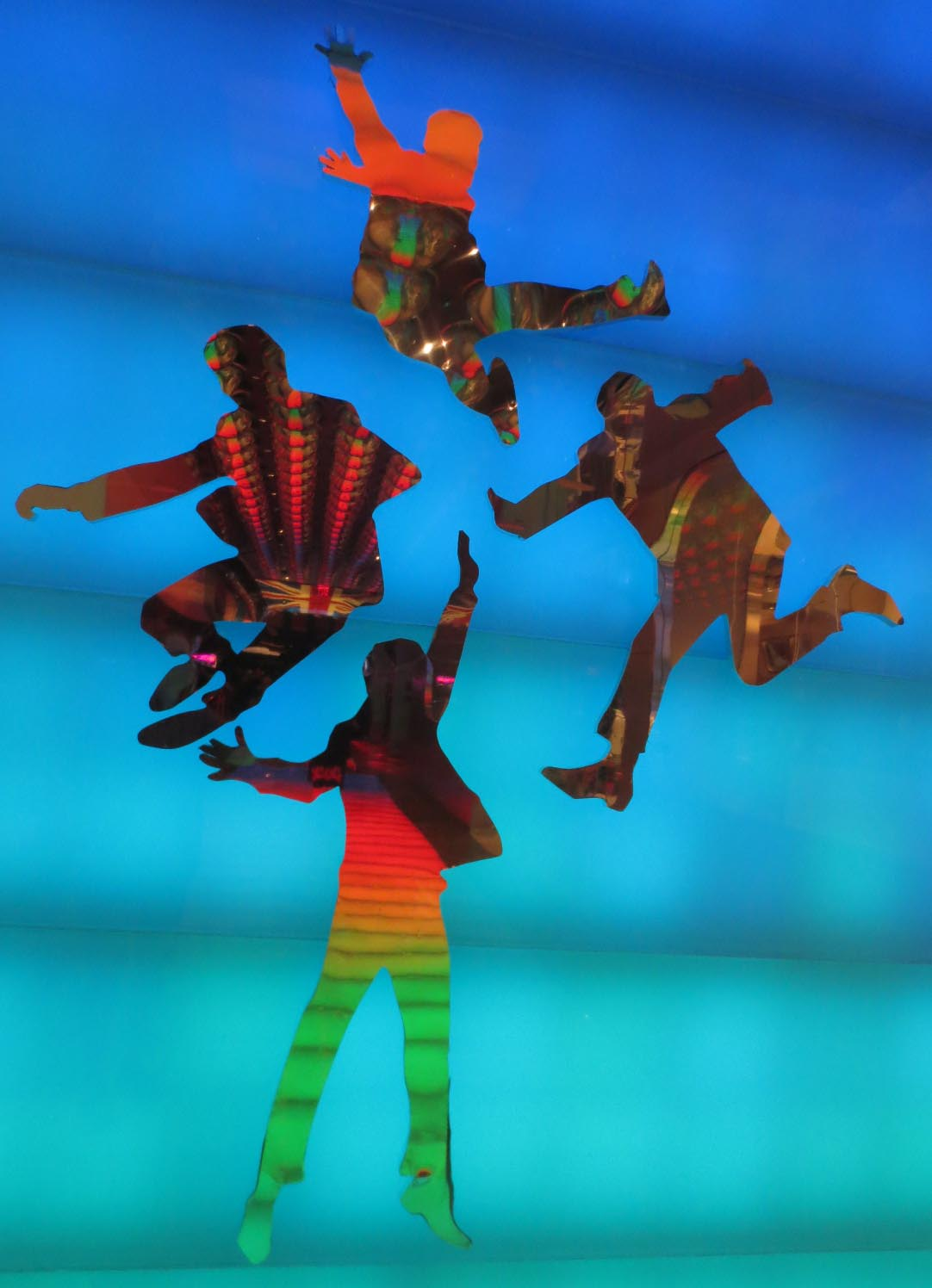
La silhouette des Beatles, dans leur célèbre pose folle, orne l'entrée de la salle.

Les nouveaux mixages, similaires à ceux de la réédition du disque 1, ont été effectués par Giles Martin et son équipe pour tirer profit des 7 000 haut-parleurs de la salle, incluant celui sur l'arrière du dossier devant le spectateur et les deux nouveaux petits haut-parleurs sur chacun des sièges placés derrière les oreilles. La chorégraphie a été revue par de duo de Tabitha A. D'umo et Napoleon Buddy D'umo, mieux connus sous le nom de NappyTabs (en), et un des danseurs de la troupe qui est aussi un graphiste de talent, Dandypunk, a produit à la main de nouvelles illustrations qui sont projetés sur le plancher de la scène par 20 projecteurs. On peut aussi voir plus d'images des Beatles tout au long du spectacle. Les chorégraphies de Revolution et de I Want to Hold Your Hand ont été complètement refaites et la chanson While My Guitar Gently Weeps est maintenant une prestation solo de la danseuse Eira Glover qui interagit avec les dessins de Dandypunk sur le plancher  duquel un clip promotionnel a été produit.
De la trame sonore a été retirée la chanson I Am the Walrus pour lui substituer Twist and Shout  qui cadre mieux dans la thématique du Liverpool de l'après-guerre où les membres du groupe ont grandi et où le rock 'n' roll est apparu, arrivé au port depuis cette Amérique lointaine. C'est la seule reprise de cette sélection de chansons. L'introduction instrumentale de Blackbird, placée en ouverture de Yesterday, a été rallongée pour y inclure une section avec les paroles, et une nouvelle introduction tirée de la chanson It's All Too Much a été ajoutée à ce montage. De plus, l'introduction jouée au mellotron de la chanson Strawberry Fields Forever a été réintroduite et, de ce fait, l'enregistrement démo, entendu du public pour la première fois sur l'album Anthology 2, a été éliminé. Aucune de ces nouvelles versions ne sont disponibles commercialement.
Cette dernière mouture du spectacle, qui met en scène des artistes représentant quarante-quatre nationalités, nécessite 11 600 morceaux de costumes, 250 paires de chaussures, 225 perruques et 500 accessoires de scène en plus d'un total of 750 000 lumens en projections. Durant la dernière chanson, All You Need Is Love, le public reçoit une pluie de confetti, soit 13,5 tonnes papier de soie depuis la première présentation.

## Fermetures temporaire et permanente
À l'instar des quarante-quatre spectacles du Cirque dans le monde dont les six à Las Vegas, Love a été mis sur pause, du 15 mars 2020 au 26 août 2021, dû au confinement de la pandémie de la Covid-19.
Après dix-huit ans et 11,5 millions de billets vendus, Love a tiré sa révérence lors d'une dernière représentation le 7 juillet 2024 devant Giles Martin et les familles et amis des membres de la troupe et de l'équipe technique. Cette décision fait suite de la vente de l'hôtel The Mirage et sa transformation planifiée en Hard Rock Las Vegas. Depuis un an, les entrées ne constituait plus que de 40 à 60 % de la capacité des 2 013 sièges.

Bande-annonce du spectacle.
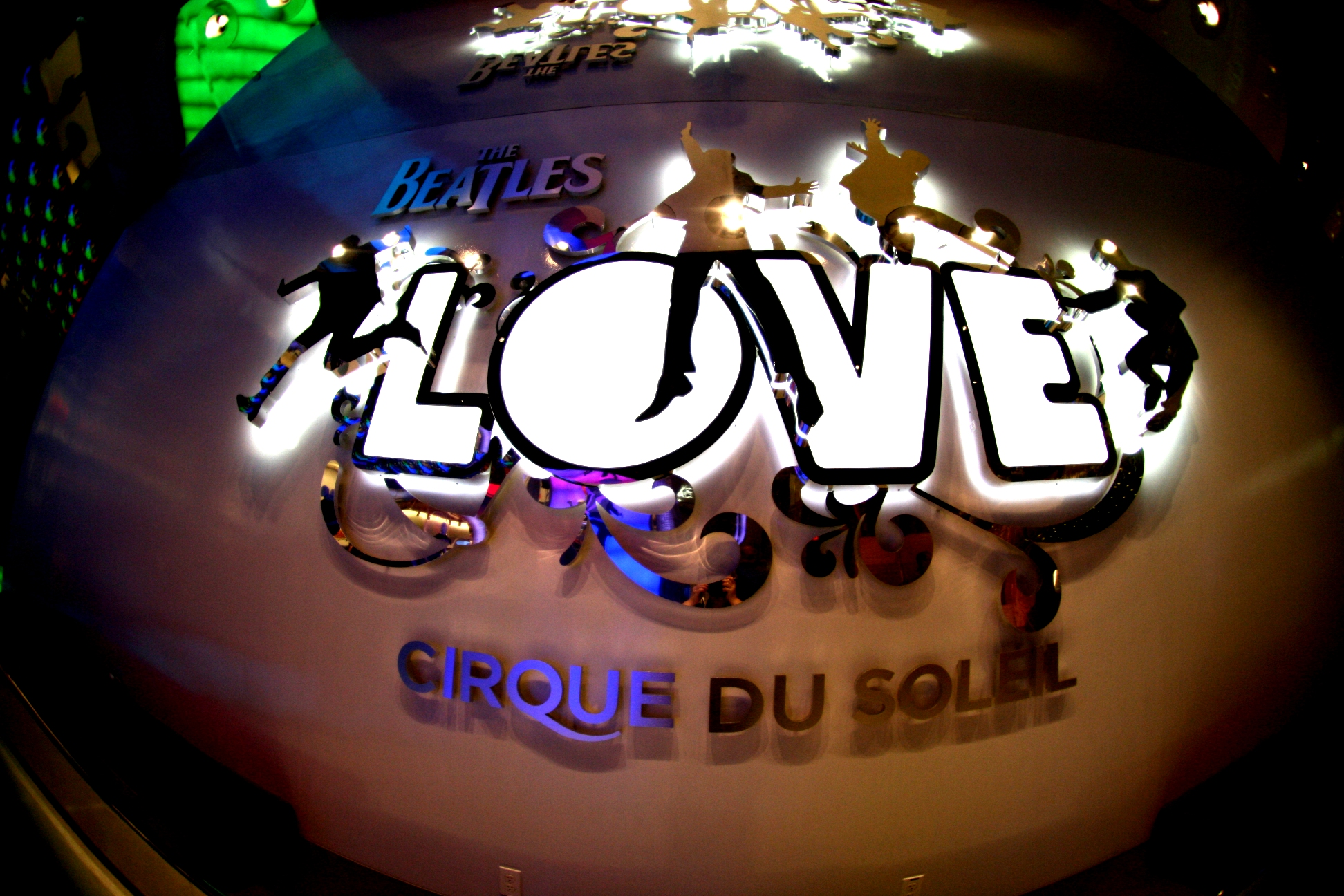
Logo du spectacle.
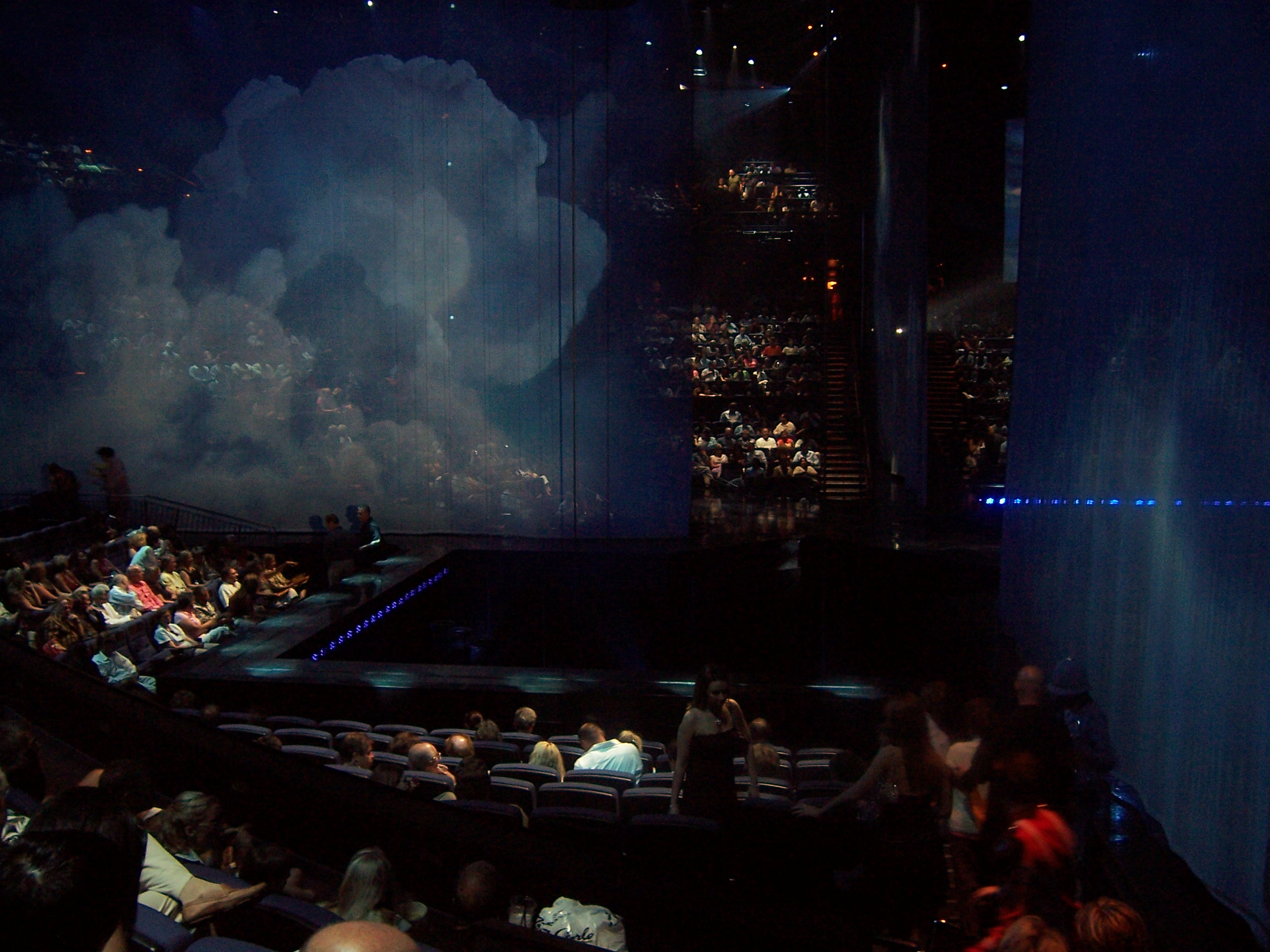
Une partie de la scène où se déroule le spectacle.
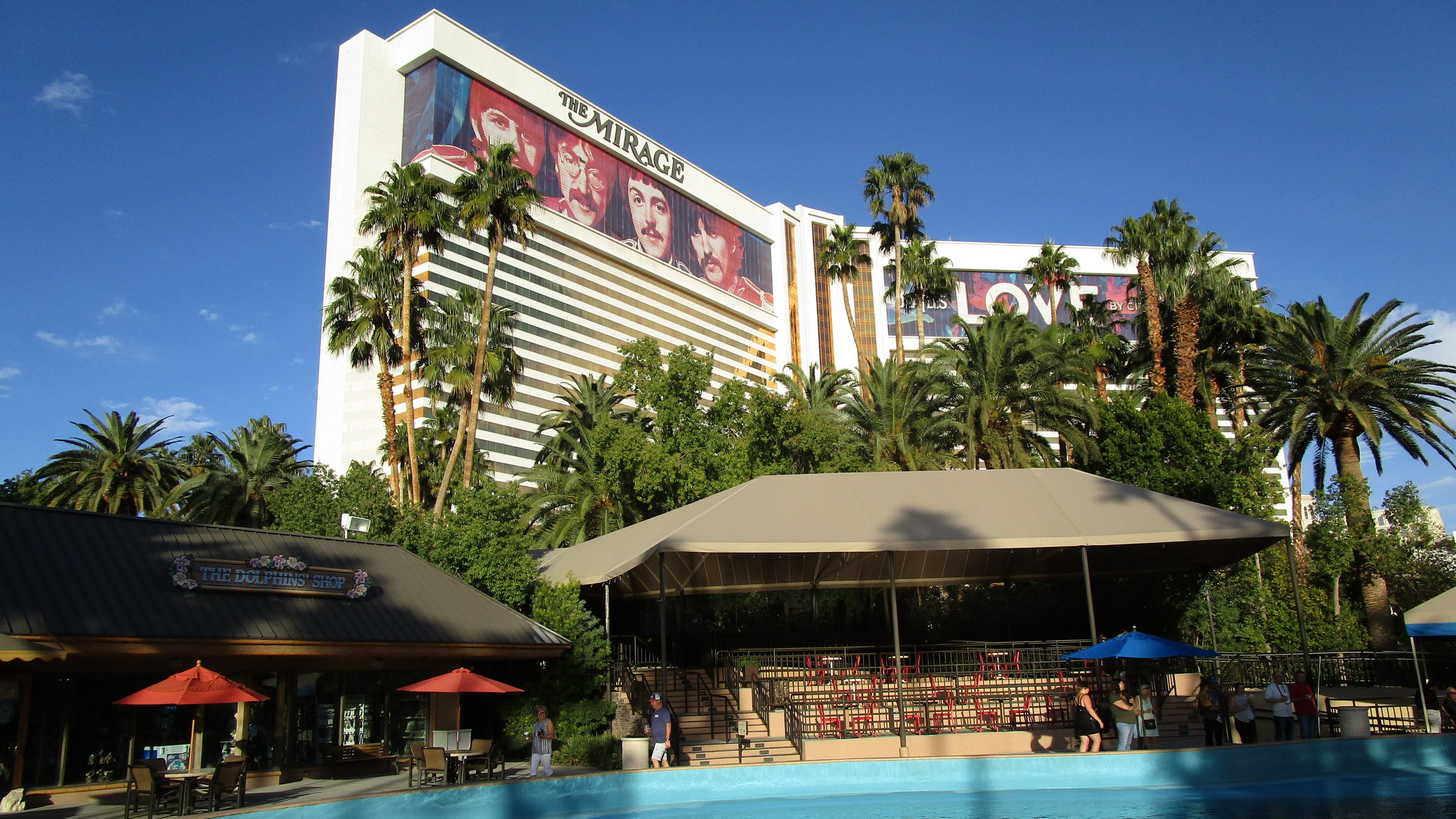
La facade de l'hôtel en 2019.

## Concepteurs du spectacle original
- Guy Laliberté - Guide, créateur du concept du spectacle
- Dominic Champagne - Metteur en scène et auteur du concept du spectacle
- Gilles Ste-Croix - Directeur de création et créateur du concept original
- Sir George Martin - Directeur musical
- Giles Martin - Directeur musical
- Jean Rabasse - Scénographe et concepteur du théâtre
- Philippe Guillotel - Concepteur des costumes
- Jonathan Deans - Concepteur sonore
- François Pérusse - Créateur des montages audio humoristiques
- Yves Aucoin - Concepteur des éclairages
- Francis Laporte - Concepteur des projections
- Dave St-Pierre – Chorégraphe
- Hansel Cereza - Chorégraphe